# 1958-as Formula–1 marokkói nagydíj
A marokkói nagydíj volt az 1958-as Formula–1 világbajnokság szezonzáró futama, amelyet 1958. október 19-én rendeztek meg a marokkói Ain-Diab Circuiten, Casablancában.

## Futam
A sportág történetének máig egyetlen marokkói nagydíjára és az évadzáró futamra a Casablanca melletti rendkívül gyors Ain-Diab versenypályán került sor. Az eseményen az újonnan megkoronázott V. Mohammed király is jelen volt. A verseny előtt úgy állt, hogy Mossnak a világbajnoki címhez a leggyorsabb kört is megfutva kell győznie, Hawthornnak pedig legalább harmadikként kell célba érnie. Ha a felsoroltak közül valamelyik nem teljesül, akkor Hawthorn a világbajnok. Mint ahogy az várható volt, Hawthorn és Moss szerezte meg az első két rajtkockát, mellőlük Lewis-Evans indulhatott. A második sort Jean Behra, illetve Phil Hill foglalta el.
A rajtnál Moss átvette a vezetést, Phil Hill pedig – a monzai versenyhez hasonlóan – kiváló startolását követően feljött a második helyre. Az amerikai több alkalommal is megpróbált az élre állni, de a 3. körben ráment az egyik bukótérre, és visszaesett Hawthorn és Bonnier mögé. Hill hamar megelőzte a svédet, Hawthorn pedig maga elé intette, hogy menjen Moss után. Brooks, aki Hawthorn megelőzésével lelkesen segíteni akart csapattársának, megelőzte Bonniert, majd miután utolérte a világbajnoki esélyes Ferrarit, mellette is elment. Moss a 16 körben beleszaladt a lekörözött Wolfgang Seidel hátuljába, aminek következtében Vanwallja meghorpadt. Moss a 21. körben új körrekordott futott – ami egy pont pluszt jelentett számára –, míg Hawthorn begyorsult, majd 11 körön keresztül csatázott Brooksszal, mielőtt a Vanwall a 30. körben el nem füstölt. Hillnek azt mondták, lassítson, hogy csapattársa átvehesse tőle a második pozíciót.
A harmadik Vanwallban ülő Lewis-Evans megpróbált felzárkózni, de a 42. körben motorja elfüstölt, és ahogy az autó letért a pályáról, a motorból permetszerűen szivárgó olaj lángra kapott. Lewis-Evans lángoló overallban kiugrott, és a lángokat eloltották. Mindezek ellenére súlyos égési sérüléseket szenvedett, repülővel Angliába szállították, ahol hat nap múlva elhunyt.
Az 53 körös megmérettetést végül Moss nyerte Hawthorn, Hill, Bonnier és Schell előtt. Az itt szerzett második helyével és az évad során gyűjtött 42 pontjával Mike Hawthorn lett a világbajnok, honfitársa, Stirling Moss pedig, egy egységgel alulmaradva, sorozatban negyedszerre is csak második lett összetettben. Érdekesség, hogy Hawthorn úgy lett világbajnok, hogy mindössze egyetlen alkalommal állhatott a dobogó legfelső fokára a szezon során (Franciaország). Hasonló eset eddig csak egyszer, 1982-ben fordult elő a Formula–1-ben, akkor Keke Rosberg lett a világbajnok.
| Helyezés | Rajtszám | Versenyző           | Csapat/Motor  | Futott kör | Idő/Kiesés oka | Rajthely | Pont |
| -------- | -------- | ------------------- | ------------- | ---------- | -------------- | -------- | ---- |
| 1        | 8        | Stirling Moss       | Vanwall       | 53         | 2h09:15,1      | 2        | 8    |
| 2        | 6        | Mike Hawthorn       | Ferrari       | 53         | + 1:24,7       | 1        | 6    |
| 3        | 4        | Phil Hill           | Ferrari       | 53         | + 1:25,5       | 5        | 4    |
| 4        | 18       | Jo Bonnier          | BRM           | 53         | + 1:46,7       | 8        | 3    |
| 5        | 16       | Harry Schell        | BRM           | 53         | + 2:33,7       | 10       | 2    |
| 6        | 22       | Masten Gregory      | Maserati      | 52         | + 1 kör        | 13       |      |
| 7        | 28       | Roy Salvadori       | Cooper-Climax | 51         | + 2 kör        | 14       |      |
| 8        | 30       | Jack Fairman        | Cooper-Climax | 50         | + 3 kör        | 11       |      |
| 9        | 38       | Hans Herrmann       | Maserati      | 50         | + 3 kör        | 18       |      |
| 10       | 34       | Cliff Allison       | Lotus-Climax  | 49         | + 4 kör        | 16       |      |
| 11       | 50       | Jack Brabham        | Cooper-Climax | 49         | + 4 kör        | 19       |      |
| 12       | 26       | Gerino Gerini       | Maserati      | 48         | + 5 kör        | 17       |      |
| 13       | 20       | Bruce McLaren       | Cooper-Climax | 48         | + 5 kör        | 21       |      |
| 14       | 58       | Robert La Caze      | Cooper-Climax | 48         | + 5 kör        | 23       |      |
| 15       | 48       | André Guelfi        | Cooper-Climax | 48         | + 5 kör        | 25       |      |
| 16       | 32       | Graham Hill         | Lotus-Climax  | 46         | + 7 kör        | 12       |      |
| Ki       | 12       | Stuart Lewis-Evans  | Vanwall       | 41         | Baleset        | 3        |      |
| Ki       | 54       | François Picard     | Cooper-Climax | 31         | Baleset        | 24       |      |
| Ki       | 56       | Tom Bridger         | Cooper-Climax | 30         | Baleset        | 22       |      |
| Ki       | 2        | Olivier Gendebien   | Ferrari       | 29         | Baleset        | 6        |      |
| Ki       | 10       | Tony Brooks         | Vanwall       | 29         | Motorhiba      | 7        |      |
| Ki       | 14       | Jean Behra          | BRM           | 26         | Motorhiba      | 4        |      |
| Ki       | 20       | Ron Flockhart       | BRM           | 15         | Motorhiba      | 15       |      |
| Ki       | 24       | Wolfgang Seidel     | Maserati      | 15         | Baleset        | 20       |      |
| Ki       | 36       | Maurice Trintignant | Cooper-Climax | 9          | Motorhiba      | 9        |      |

## A világbajnokság végeredménye
| H   | Versenyzők          | Pont    | H  | Konstruktőrök  | Pont    |
| --- | ------------------- | ------- | -- | -------------- | ------- |
| 1.  | Mike Hawthorn       | 42 (49) | 1. | Vanwall        | 48 (57) |
| 2.  | Stirling Moss       | 41      | 2. | Ferrari        | 40 (57) |
| 3.  | Tony Brooks         | 24      | 3. | Cooper-Climax  | 31      |
| 4.  | Roy Salvadori       | 15      | 4. | BRM            | 18      |
| 5.  | Peter Collins       | 14      | 5. | Maserati       | 6       |
| 6.  | Harry Schell        | 14      | 6. | Lotus-Climax   | 3       |
| 7.  | Maurice Trintignant | 12      | 7. | Connaught-Alta | 0       |
| 8.  | Luigi Musso         | 12      | 8. | Osca           | 0       |
| 9.  | Stuart Lewis-Evans  | 11      | 9. | Porsche        | 0       |
| 10. | Phil Hill           | 9       |    |                |         |

(A teljes lista)

## Statisztikák
Vezető helyen:
- Stirling Moss: 53 kör (1–53.)

Stirling Moss 14. győzelme, 12. leggyorsabb köre. Mike Hawthorn 4. pole-pozíciója.
- Vanwall 9. győzelme.

Stuart Lewis-Evans és Mike Hawthorn utolsó versenye. Hawthorn 1959. január 22-én Londonba tartva Lotus sportkocsijával teherautóval ütközött és életét vesztette.